# Archidendron pauciflorum
Archidendron pauciflorum är en ärtväxtart som först beskrevs av George Bentham, och fick sitt nu gällande namn av Ivan Christian Nielsen. Archidendron pauciflorum ingår i släktet Archidendron och familjen ärtväxter.

## Underarter
Arten delas in i följande underarter:
- A. p. caulostachyum
- A. p. pauciflorum

## Bildgalleri

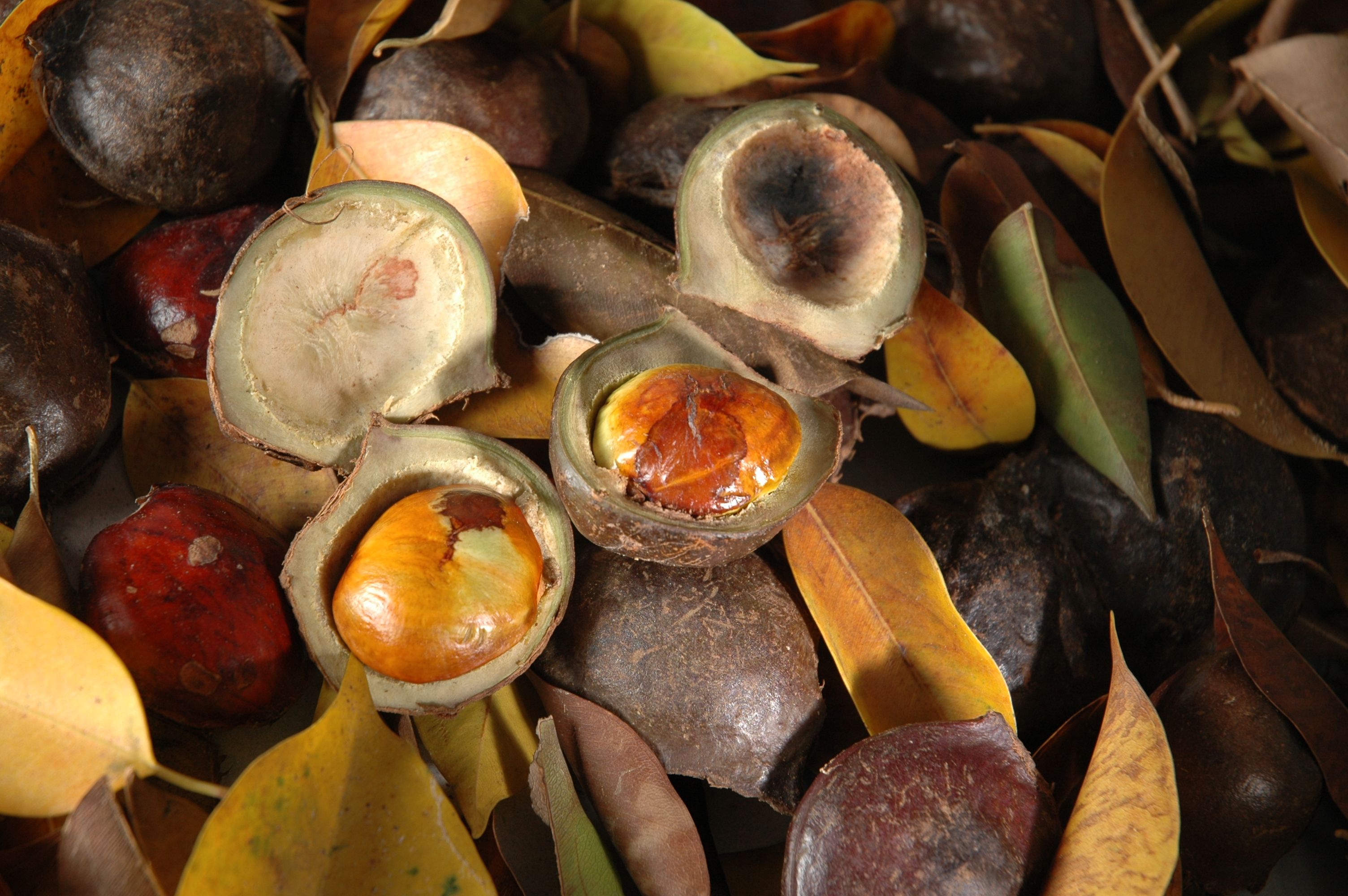
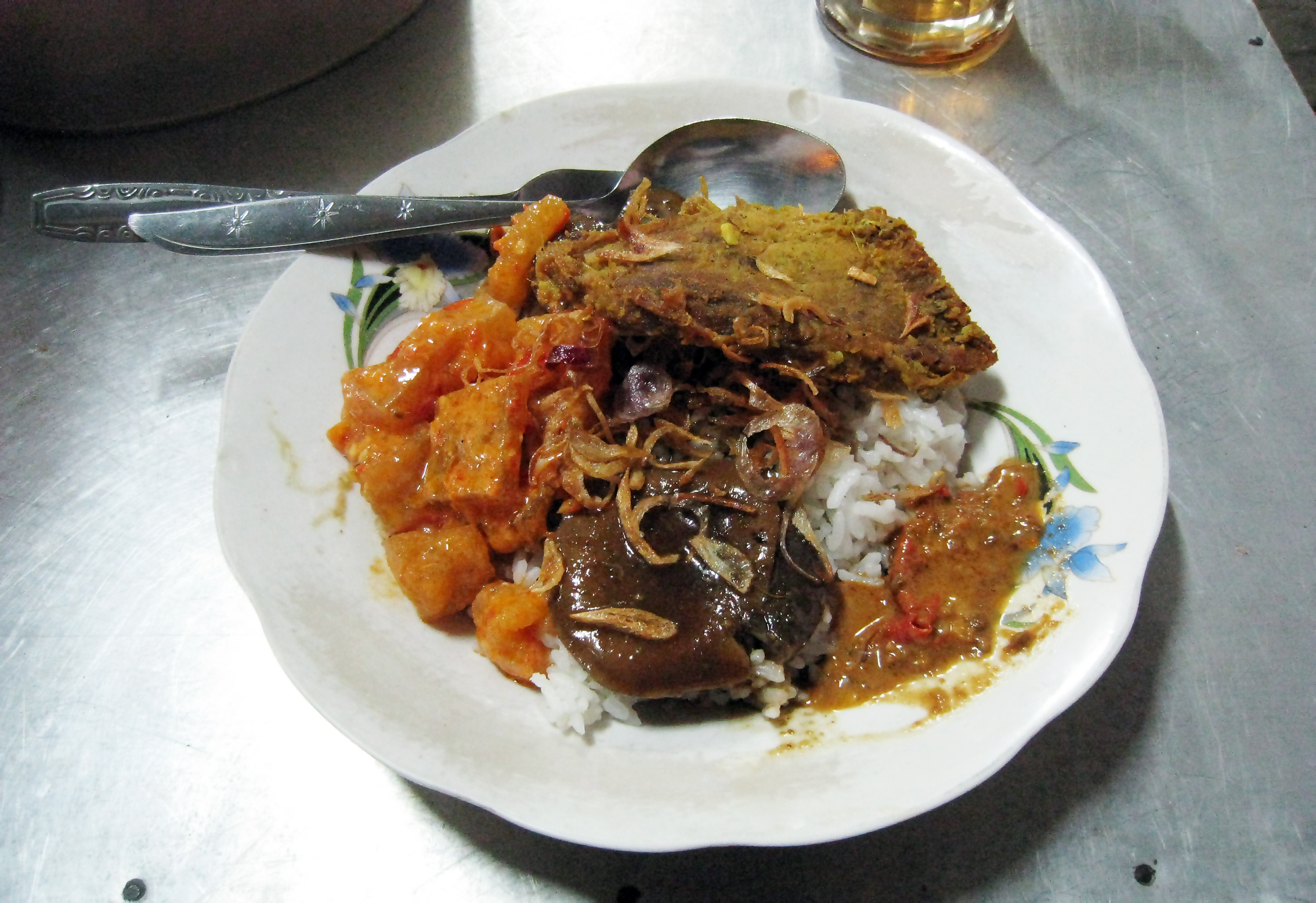
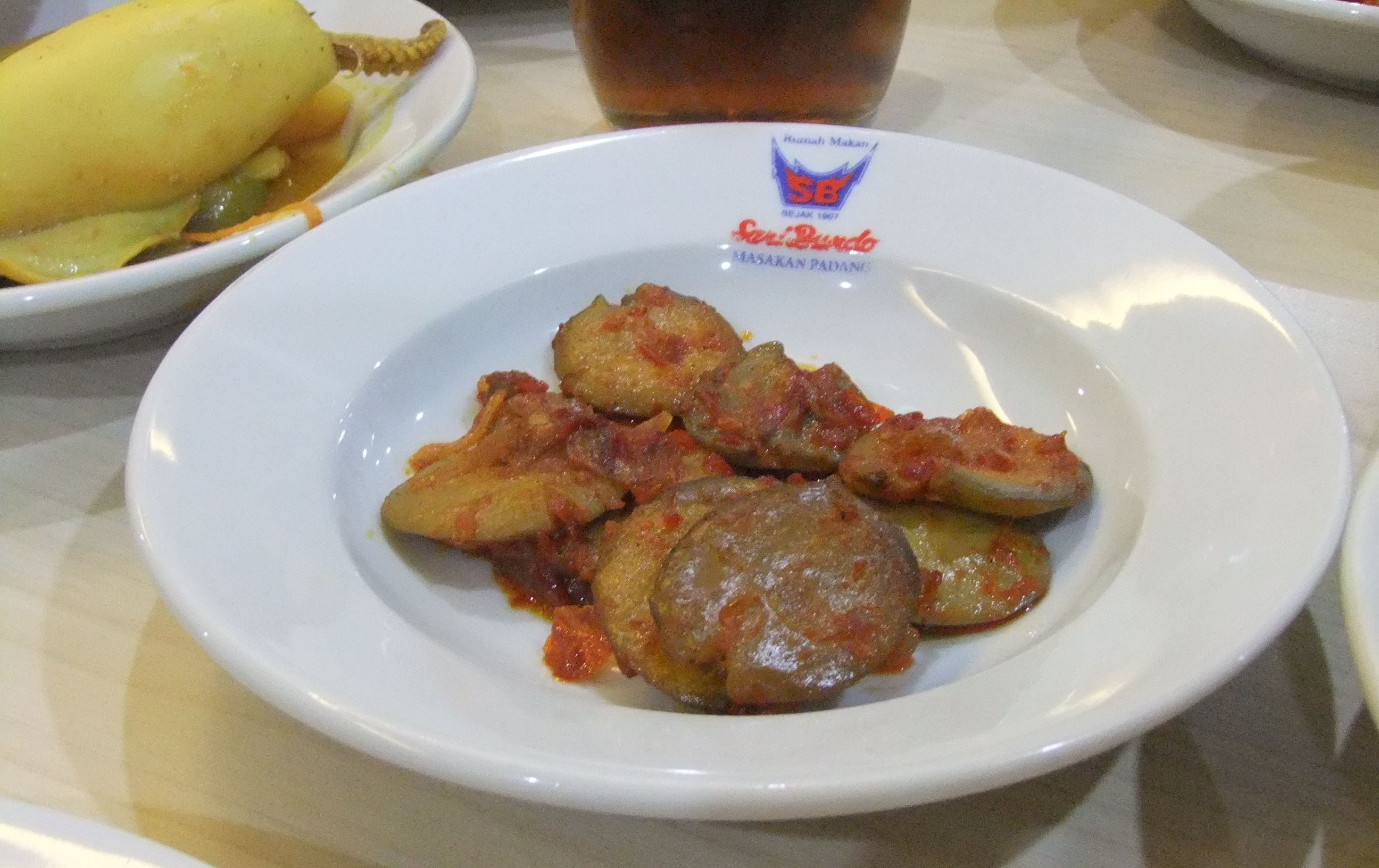